# Siderolith
Siderolith (wörtlich Eisenstein) ist ein weißer oder farbiger, plastischer Ton, der in gleicher Weise wie zu Steingut zubereitet, geformt und scharf gebrannt wird. Die Gegenstände erhalten dann aber keine Glasur, sondern werden nach dem Brennen mit einem farbigen oder Bronzefirnis überzogen, teils auch mit Vergoldung versehen, und sodann im Ofen bei mäßiger Hitze getrocknet.
Vor allem in der Zeit zwischen 1880 und 1930 wurden aus Siderolith zahlreiche günstige Artikel wie Körbchen, Blumentöpfe, Ampeln, Vasen, Tabakbüchsen, Spardosen, Fidibusbecher, Schreibzeuge, Figuren etc. hergestellt. Die Fabrikation wurde vor allem in Böhmen, im Thüringer Wald und zu Nymphenburg in Bayern betrieben. Bekannte Hersteller waren Bernhard Bloch und Johann Maresch. Siderolithwaren aus dieser Zeit sind unter Sammlern sehr begehrt.
Siderolith ist auch eine veraltete Bezeichnung für Stein-Eisen-Meteorite, die aus etwa gleichen Anteilen metallischen Eisens und Silikatmineralen bestehen.